# Hanna Nilsson
Hanna Nilsson, née le 16 février 1992 à Kristianstad, est une coureuse cycliste suédoise. C'est une grimpeuse.

## Biographie
En 2017, au Tour du Trentin, Hanna Nilsson est deuxième derrière Nikola Nosková. Elle se classe aussi dixième de La course by Le Tour de France.
Membre en 2022 et 2023 de l'équipe Ceratizit-WNT, elle s'engage pour 2024 avec Duolar-Chevalmeire. En 2025 elle évolue sur le circuit gravel avec l'équipe Sartoria cycling club et remporte son premier succès sur le circuit UCI Gravel World Series le 7 juin 2025 en Pologne. 

## Palmarès sur route
- 2010
  - 3e du championnat de Suède sur route juniors
- 2015
  - 3e du championnat de Suède sur route
  - 3e du championnat de Suède du contre-la-montre
- 2017
  - 2e du Tour du Trentin
  - 2e du Tour de l'Ardèche
  - 3e du championnat de Suède sur route
  - 3e du championnat de Suède du contre-la-montre
- 2019
  - 2e du championnat de Suède sur route
  - 3e du championnat de Suède du contre-la-montre
- 2022
  - 2e étape du Tour d'Uppsala
- 2025
- Gravel Adventure (UCI Gravel World Series à Szklarska Poreba)

### Classements UCI
| Année                                 | 2011 | 2012 | 2013 | 2014 | 2015 | 2016 | 2017 | 2018 | 2019 | 2020 | 2021 | 2022 | 2023 |
| ------------------------------------- | ---- | ---- | ---- | ---- | ---- | ---- | ---- | ---- | ---- | ---- | ---- | ---- | ---- |
| Classement UCI                        | 401e | 230e | nc   | nc   | 346e | 662e | 43e  | 139e | 125e | 272e | 222e | 152e | 952e |
| UCI World Tour                        |      |      |      |      |      | nc   | 54e  | 124e | 95e  | 90e  | 107e | 130e | 308e |
|                                       |      |      |      |      |      |      |      |      |      |      |      |      |      |
| Légende : nc = non classéSource : UCI |      |      |      |      |      |      |      |      |      |      |      |      |      |